# Kałasznikowo
Kałasznikowo – osiedle typu miejskiego w Rosji, w obwodzie twerskim. W 2010 roku liczyło 5001 mieszkańców.